# 기분
기분(氣分)은 상대적으로 길게 지속되는 감정의 상태를 말한다. 구체적이거나 강하지 않고, 특정 자극이나 사건에 의해 쉽게 촉발되지 않는다는 면에서 '감정'과 구별된다. 기분은 일반적으로 긍정적이거나 부정적인 원자가를 갖는 것으로 설명된다. 즉, 사람들은 보통 기분이 좋다거나 기분이 나쁘다는 것을 이야기한다. 기분에 영향을 미치는 요인은 다양하며, 이는 기분에 긍정적이거나 부정적인 영향을 미칠 수 있다.
기분은 또한 더 오래 지속되는 기질이나 성격 특성과도 다르다. 그럼에도 불구하고 낙천주의와 신경증 같은 성격 특성은 특정 유형의 기분을 유발한다. 임상적 우울증, 양극성 장애와 같은 장기간의 기분 장애는 기분 장애로 간주된다. 기분은 내부적이고 주관적인 상태이지만 자세와 기타 행동을 통해 추론할 수 있는 경우가 많다. 오래된 친구를 만난 기쁨부터 파트너의 배신을 발견한 분노까지 예상치 못한 사건으로 인해 기분이 좋아질 수도 있고, 그냥 기분에 빠질 수도 있다.

## 같이 보기
- 기분부전장애
- 감정